# كارل نيز
كارل نيز (بالألمانية: Karl Gustav Adolf Knies) (و. 1821 – 1898 م) هو اقتصادي، وكاتب، وأستاذ جامعي ألماني، ولد في ماربورغ، وكان عضوًا في الأكاديمية الهنغارية للعلوم، توفي في هايدلبرغ، عن عمر يناهز 77 عاماً.

## مناصب
تولى منصب Member of the Second Chamber of the Diet of the Grand Duchy of Baden ‏.

## روابط خارجية
- كارل نيز على موقع الموسوعة البريطانية (الإنجليزية)